# Rainer Christoph Friedrich von Hessen
Rainer Christoph Friedrich Prinz von Hessen (* 18. November 1939 in Kronberg im Taunus) ist ein deutscher Historiker und Regisseur.

## Familie
Rainer von Hessen ist Sohn des bei einem Flugzeugabsturz 1943 umgekommenen Christoph von Hessen und der Sophie von Griechenland (1914–2001), Tochter von Andreas von Griechenland (1882–1944), und ein Enkel von Friedrich Karl von Hessen. Außerdem ist er Neffe von Prinz Philip, Duke of Edinburgh und somit Cousin von Charles III., Prinzessin Anne, Prinz Andrew und Prinz Edward.

## Regisseur
Seine Ausbildung als Regieassistent erhielt er ab 1960 bei Gustav Rudolf Sellner am Staatstheater Darmstadt und bei August Everding an den Münchner Kammerspielen. Ab 1962 arbeitete er als Regisseur am Theater Ulm und ab 1966 am Staatstheater Kassel. Hier inszenierte er unter anderem Lysistrata von Aristophanes in Zusammenarbeit mit Niki de Saint Phalle. Daraus entwickelten sich weitere Projekte, unter anderem das Skulpturenhaus-Ensemble von Le Rêve de l’Oiseau in Plan-de-la-Tour, im Département Var, seit 2007 als nationales französisches Kulturerbe (Patrimoine national) unter Schutz gestellt.

## Historiker
Als Historiker hat er sich um die Geschichte seiner eigenen Familie verdient gemacht, vor allem durch historische Quelleneditionen. Gefördert hat er auch die Arbeit von Jonathan Petropoulos, Royals and the Reich, in der auch das Engagement des Hauses Hessen im Dritten Reich analysiert wird. Rainer von Hessen ist seit 1993 Mitglied der Historischen Kommission für Hessen.

## Sonstiges
Rainer von Hessen ist Vorstandsmitglied der Hessischen Hausstiftung. Er lebte lange in der Nähe von Paris, heute in Schloss Wolfsgarten bei Darmstadt.

## Werkliste
- Erbprinz Wilhelm (als Kurfürst Wilhelm I.) von Hessen-Kassel (1743–1821) und der Soldatenhandel in der Grafschaft Hanau. In: Fürstenhof und Gelehrtenrepublik. Hessische Lebensläufe des 18. Jahrhunderts (= Kleine Schriften zur hessischen Landeskunde, 5). Hrsg. von der Hessischen Landeszentrale für politische Bildung, [Wiesbaden 1996], S. 42–52.
- Landgraf Carl von Hessen 1744–1836. Landesarchiv Schleswig-Holstein. 1997. (Mitautor)
- Victoria Kaiserin Friedrich (1840–1901) – Mission und Schicksal einer englischen Prinzessin in Deutschland. Campus Verlag, Frankfurt/New York. 1. Aufl. 2002; 2. Aufl. 2007.
- Die Hessens. Geschichte einer europäischen Familie. Eichenzell 2016, ISBN 978-3-7319-0342-0.

## Herausgeberschaft
- Wolfgang Prinz von Hessen: Aufzeichnungen. Privatdruck. Kronberg 1986.
- Wir Wilhelm von Gottes Gnaden. Die Lebenserinnerungen Kurfürst Wilhelms I. von Hessen 1743–1821. Übersetzt aus dem Französischen von Rainer von Hessen. Eine Veröffentlichung des Archivs der Hessischen Hausstiftung in Verbindung mit der Historischen Kommission für Hessen. Campus, Frankfurt a. Main, New York 1996.